# Schloss Wartenfels (Lostorf)

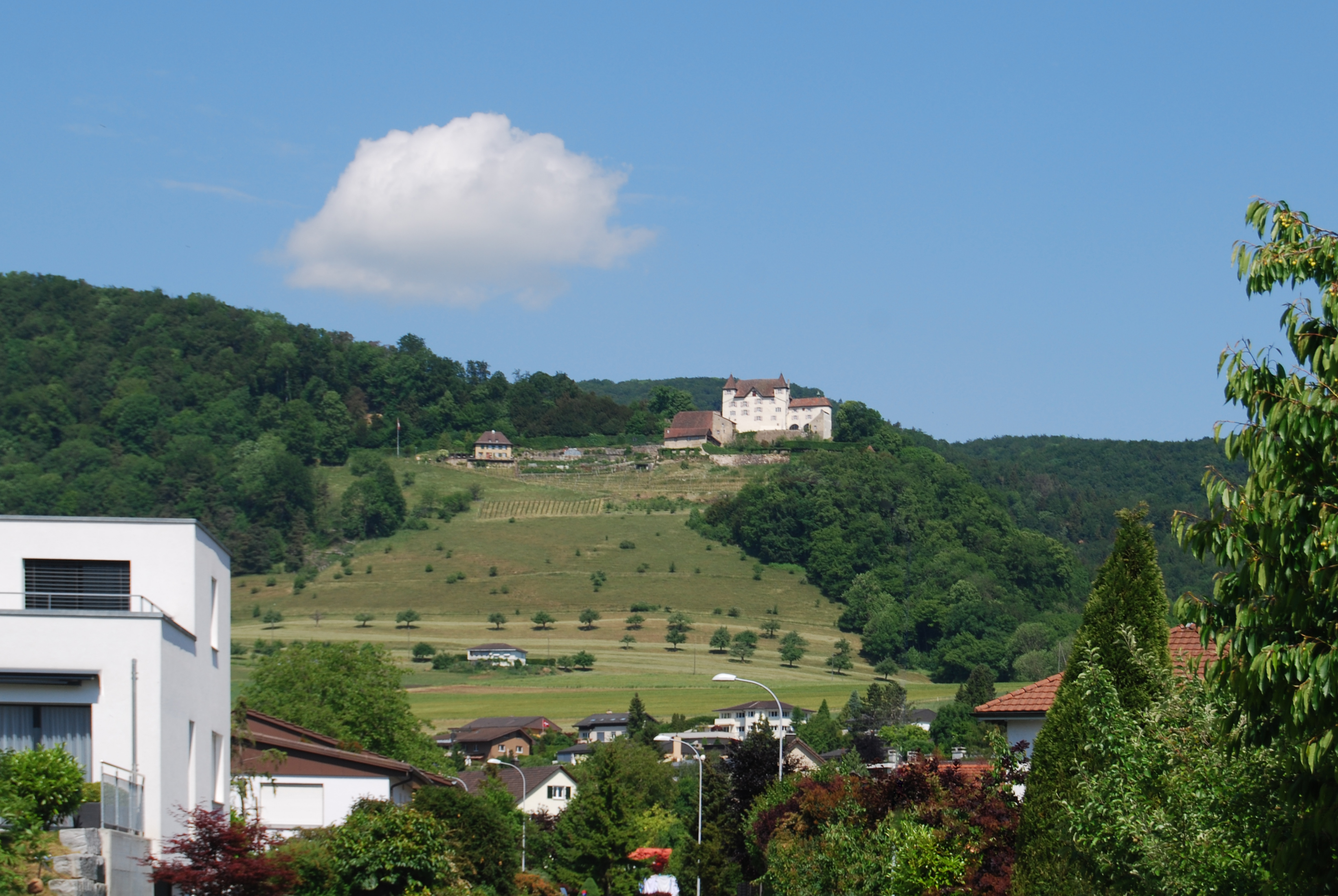
Schloss Wartenfels über Lostorf

Kupferstich von Emanuel Büchel

Das Schloss Wartenfels ist eine alte herrschaftliche Gebäudegruppe mit einer kleinen Parkanlage auf der Anhöhe westlich der Ortschaft Lostorf im Kanton Solothurn.

## Geschichte

### Mittelalter und Frühe Neuzeit
Der Kernbau der kleinen Schlossanlage besteht aus dem Mauerwerk einer mittelalterlichen Turmburg, die im frühen 13. Jahrhundert als Wohnsitz der Herren von Wartenfels, einem bedeutenden Adelsgeschlecht in der Landgrafschaft Buchsgau, entstand. Die Herrschaft Wartenfels unterstand im 14. Jahrhundert den Habsburgern.
Von den Nachkommen der Herren von Wartenfels gingen die Burg und die Herrschaft an die Herren von Tengen, die Herren von Roseneck und 1458 an Heinrich IV. von Bubenberg, Schultheiss von Bern, über. 1465 verkaufte Adrian I. von Bubenberg Wartenfels und Lostorf an die Stadt Solothurn, die das Gebiet der Vogtei Gösgen zuordnete und auf der Burg Wartenfels den Sitz des Landvogts einrichtete.

### Neuzeit
Im 17. und 18. Jahrhundert errichteten die Besitzerfamilien Aregger, Greder und Grimm aus Solothurn kleinere Anbauten, die der ehemaligen Burg die Gestalt eines herrschaftlichen Landsitzes gaben. Dabei entstand auch eine Schlosskapelle.
Im 19. Jahrhundert gelangte Wartenfels in den Besitz von Georg Meidinger (1867–1933), der weitere Ausbauarbeiten durchführte. Von Johannes Georg Fuchs (1925–1990) aus Basel kam die Anlage an den Kanton Solothurn, der sie gemeinsam mit der Stadt Olten und der Einwohnergemeinde Lostorf als Stiftung führt.

## Nutzung
In den Schlossräumen werden unter der Leitung von Stiftungsratspräsident (seit 2021, George Berger) Ausstellungsprogramme realisiert.